# Саяко Курода
Курода Саяко (яп. 黒田清子, 18 квітня 1969, раніше Її Імператорська Височість Принцеса Японії Норі (Саяко) (яп. 紀宮清子内親王殿下) Норі-но-мія Саяко найсінно) — третя дитина і єдина дочка імператора Японії Акіхіто і його дружини імператриці Мітіко.
Вступила у шлюб з Йосікі Куродою 15 листопада 2005. В результаті мезалянса була вимушена залишити аристократичний титул і покинути імператорську сім'ю, відповідно до вимог японського законодавства.

## Освіта
Закінчила Факультет японської мови та літератури Університету Гакусюін (1992). Пізніше була прийнята як науковий співробітник до Інституту орнітології Ямасіна. В 1998 році отримала посаду дослідника. Автор статей і академічних публікацій про птахів.